# Kefar Bilu
Kefar Bilu (hebr. כפר ביל"ו) – moszaw położony w Samorządzie Regionu Gezer, w Dystrykcie Centralnym, w Izraelu.

## Historia
Moszaw został założony w 1932 roku.

## Gospodarka
Gospodarka moszawu opiera się na intensywnym rolnictwie.

## Komunikacja
Przy moszawie przebiega droga ekspresowa nr 40.